# القنفذ سونيك 4، الحلقة 2
القنفذ سونيك 4، الحلقة 2 (بالإنجليزية: Sonic the Hedgehog 4: Episode II)‏، هي الحلقة الثانية من السلاسل الفرعية للعبة القنفذ سونيك 4، صدرت في الأسواق بتاريخ 12 مايو 2012، حيث تعمل على عدة منصات، ومن بينها بلاي ستيشن 3، إكس بوكس ون ومايكروسوفت ويندوز.وأندرويد و اي او اس.

## المواقع الخارجية
- القنفذ سونيك 4، الحلقة 2 على موقع IMDb (الإنجليزية)
- Official website
- Sonic the Hedgehog 4: Episode II على موبي غيمز